# Hyracodon
Hyracodon ('diente de damán') es un género extinto de hiracodóntido parientes de los rinocerontes.

## Descripción

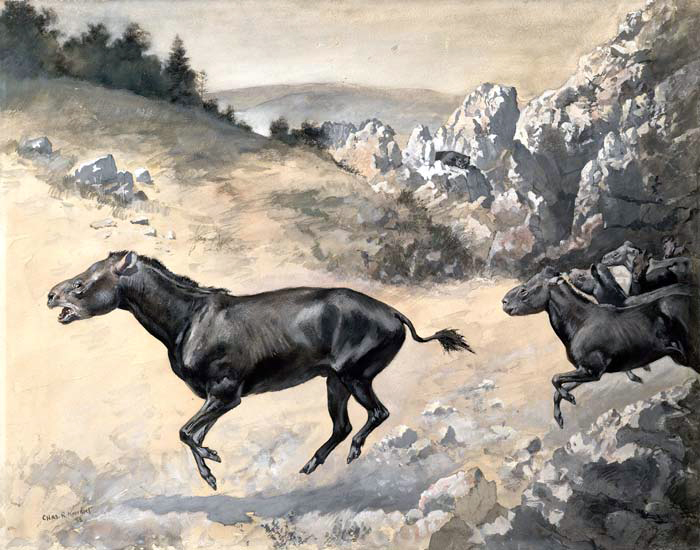
Recreación de una manada de Hyracodon hecha por Charles R. Knight.

Es considerado un mamífero rápido, cerca de 1,5 m de largo. Su cráneo era grande en comparación al resto del cuerpo. Hyracodon tenía la dentición semejante a de los rinocerontes actuales, pero era un animal mucho más pequeño, parecido a los caballos primitivos de los que fue contemporáneo (32-26 millones de años atrás). Tuvo un corto y amplio hocico y sus piernas largas y delgadas tenían tres dedos.

## Paleoecología

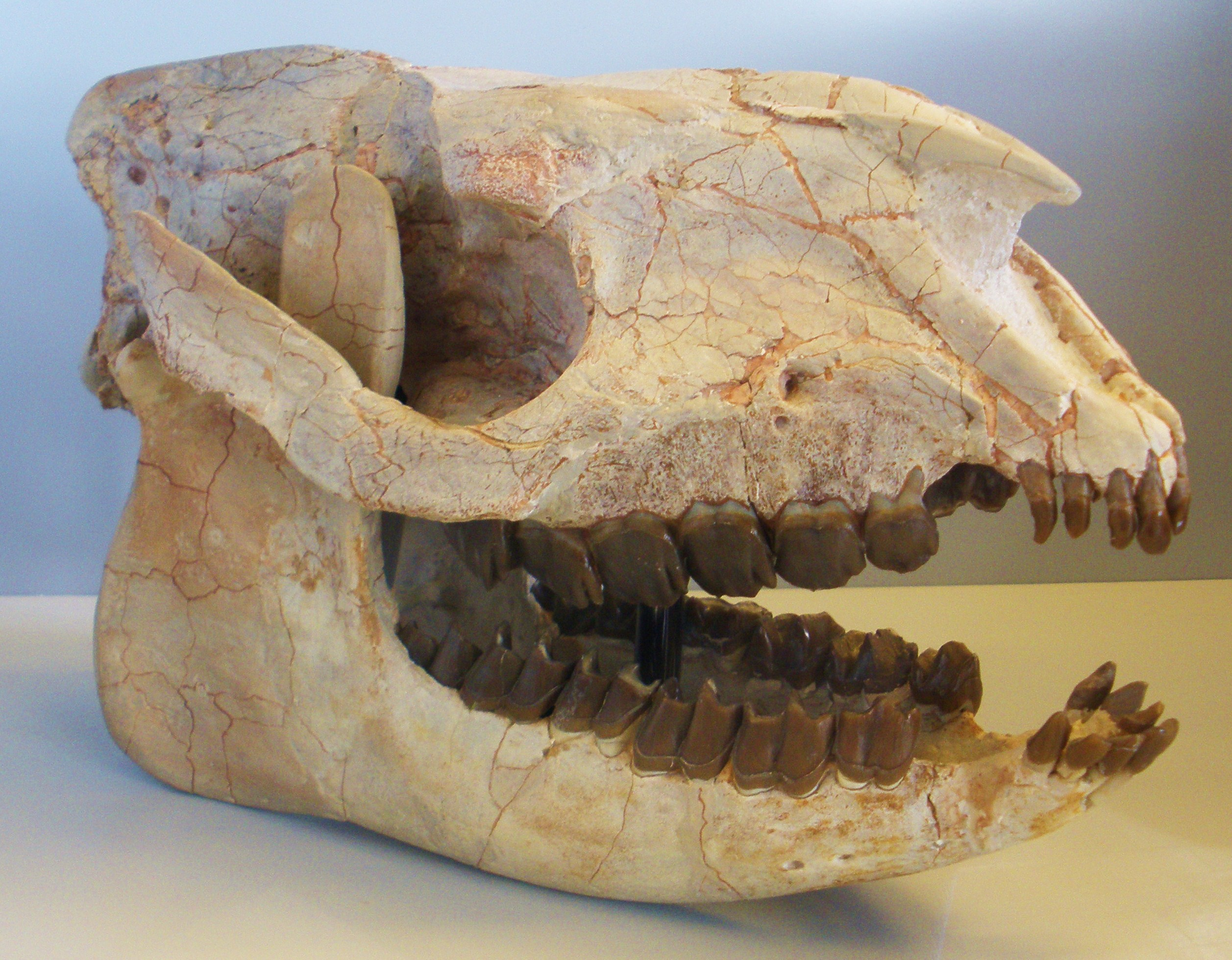
Cráneo

Al igual que los caballos primitivos, los hiracodóntidos habitaban en los bosques abiertos y estepas arboladas y apartado del follaje y el pastoreo hierba. Ellos se extinguieron sin dejar descendientes y marcaron el final de la rama filogenética de Perissodactyla sin cuernos, dejando solos a sus parientes más cercanos los rinocerontes.
Esta pequeña y rápida criatura era un pariente próximo al mayor mamífero terrestre que vivió, el Paraceratherium con 8 metros de altura.